# Zwettler Altar

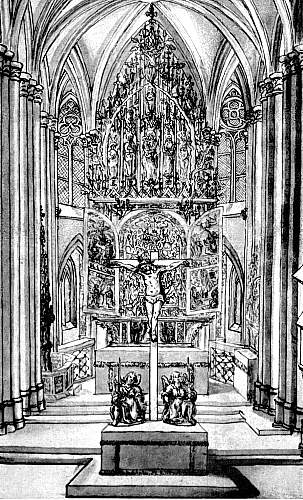
Federzeichnung um 1640 zeigt den Zwettler Altar in seiner ursprünglichen Form

Der Zwettler Altar ist ein Altar in der Kirche der heiligen Barbara in Adamov nördlich von Brünn. Er war Teil des bis ins 18. Jahrhundert bestehenden gotischen Hochaltars des Stiftes Zwettl (NÖ) und wurde 2010 als herausragendes Zeugnis spätgotischer Holzschnitzkunst zum Nationalen Kulturdenkmal Tschechiens erklärt.

## Geschichte
Nachdem 1427 das Stift Zwettl im Zuge der Hussitenkriege in der Schlacht bei Zwettl weitgehend zerstört worden war, war für die wiederaufgebaute Stiftskirche ein neuer Altar notwendig. In den Jahren 1516 bis 1525 wurde unter Abt Erasmus von Leisser ein neuer Hochaltar im Stil der Spätgotik angeschafft. Auftragnehmer war vermutlich die Werkstätte des Budweiser Künstlers Andreas Morgenstern, diskutiert wird auch die Urheberschaft durch Stefan Kriechbaum.
Als der Altar im Jahr 1730 dem Zeitgeschmack nicht mehr entsprach, wurde er abgebaut und durch einen Barockaltar ersetzt, Teile davon wurden in einer Seitenkapelle weiterverwendet.
1857 erwarb Fürst Alois II. von Liechtenstein die erhaltenen Teile des Altars, ließ sie restaurieren und schenkte sie der neu errichteten Kirche der Hl. Barbara in Adamsthal. Der Zwettler Abt Stephan Rössler versuchte 1891 den Altar für sein Stift wieder zurückzubekommen, blieb mit dem Ersuchen bei Prinz Alois II. aber erfolglos.
Aus Angst vor Bombenschäden wurde der Altar 1944 abgebaut, in der Krypta der frühbarocken Wallfahrtskirche Mariä Geburt in Vranov bei Brünn zwischengelagert, gelangte danach 1947 wieder nach Adamov zurück.
Zwei 1970 aus dem Altarrahmen gestohlene Statuen wurden bei einer Kunstauktion in München sichergestellt und an ihren Platz zurückgebracht.
Immer wieder mussten Restaurierungen durchgeführt werden, die Holzsubstanz ist empfindlich für Schimmel und Holzwurmbefall. Zuletzt erfolgte dies in den Jahren 2006 bis 2007, dabei wurde das Kunstwerk im Schloss Mikulov (deutsch Schloss Nikolsburg) ausgestellt.
2010 wurde der Altar zum Tschechischen Nationalen Kulturdenkmal erklärt.

## Beschreibung

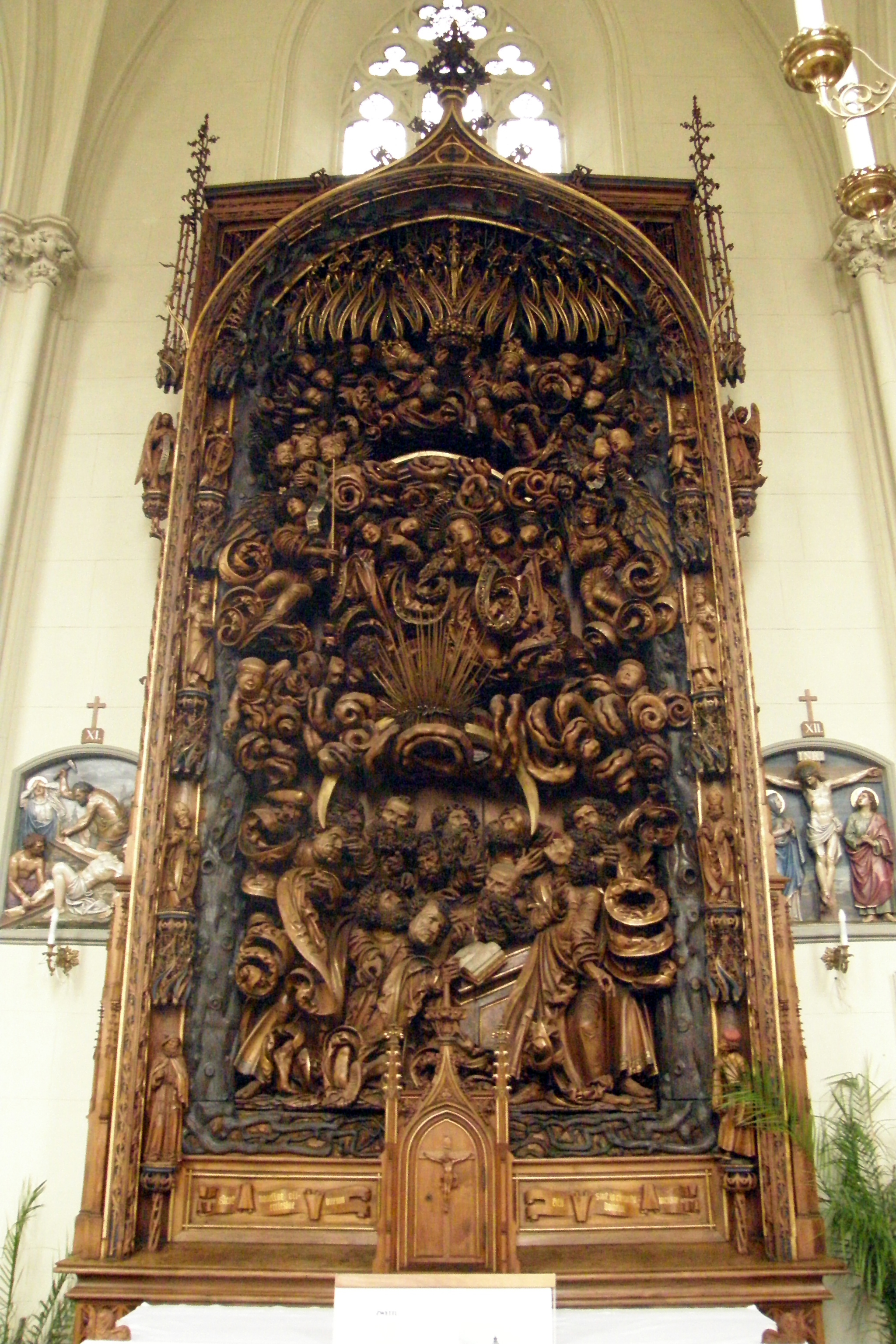
Zwettler Altar in Adamov u Brna

Der Zwettler Altar in seiner heutigen Form ist nur ein Fragment des ursprünglichen, etwa 17 Meter hohen Altars. Erhalten ist die spätgotische Schnitzerei des Retabels mit ungefähr 6,5 Meter Höhe.
Gezeigt wird die Aufnahme Marias in den Himmel, wo sie von Gottvater und Christus empfangen wird, die die für sie bestimmte Krone bereithalten. Mit großem Detailreichtum sind die Apostel ausgeführt, die heftig gestikulierend Zeugen dieses Ereignisses werden. Eingefasst wird das Thema durch Äste, die Bezug zur Gründungslegende des Stifts Zwettl nehmen.
Ausgeführt sind die Figuren als Hochrelief, zur Verdeutlichung der plastischen Effekte kommen Vergoldungen und sparsame Farbaufträge zur Anwendung.
Die restlichen Teile des heutigen Altars sind neugotische Ergänzungen.